# ヴェヌーシア・D60
D60は、東風日産が製造、ヴェヌーシアブランドで販売している自動車である。

## 概要
日産・シルフィを基に開発され、2017年に販売を開始した。

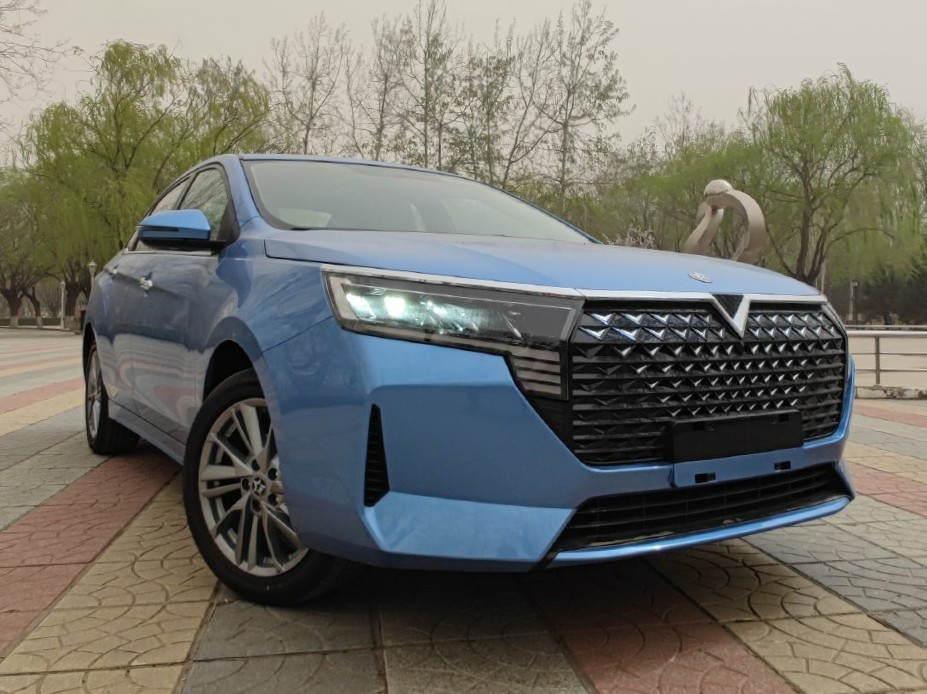
プラス（フロント）
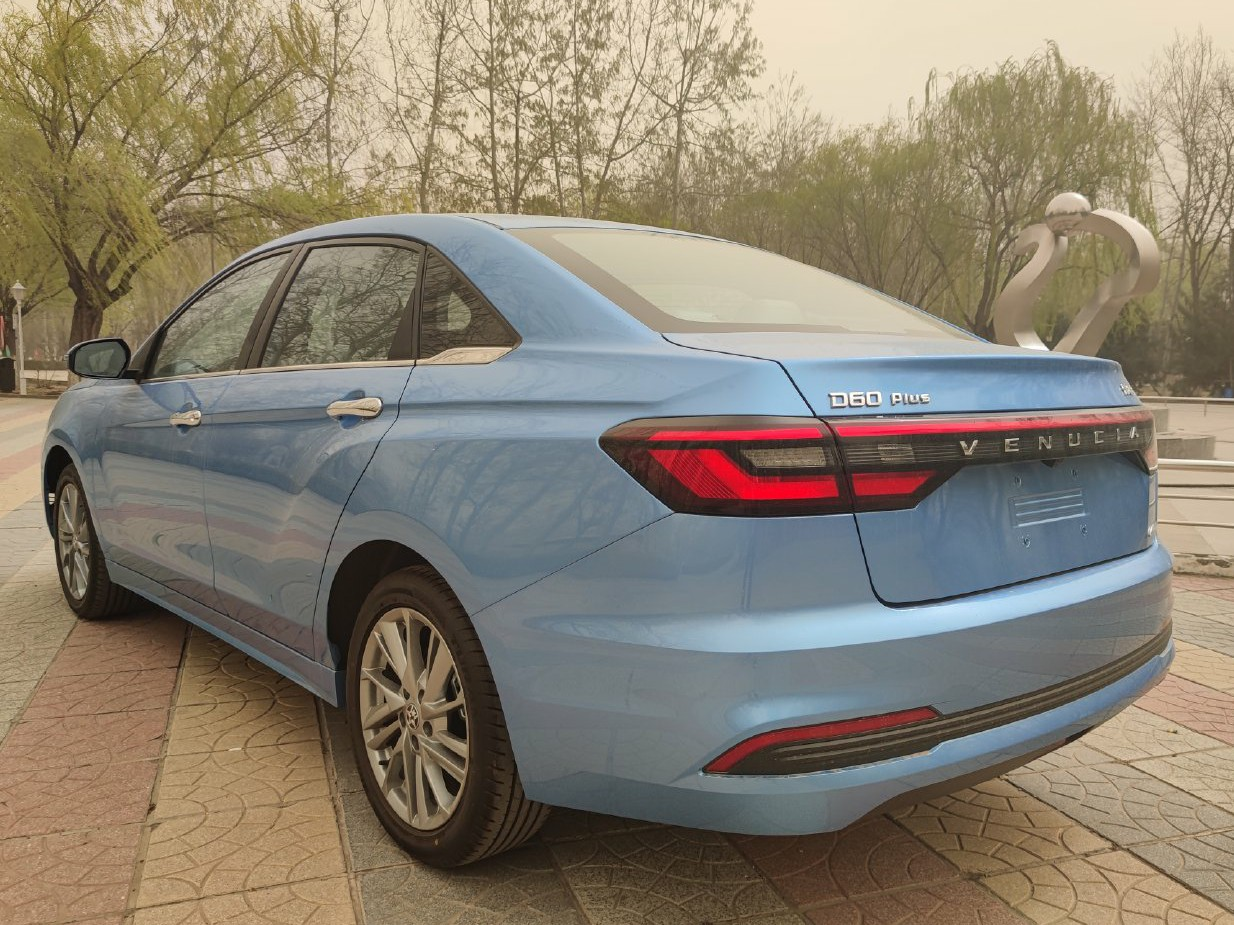
プラス（フロント）
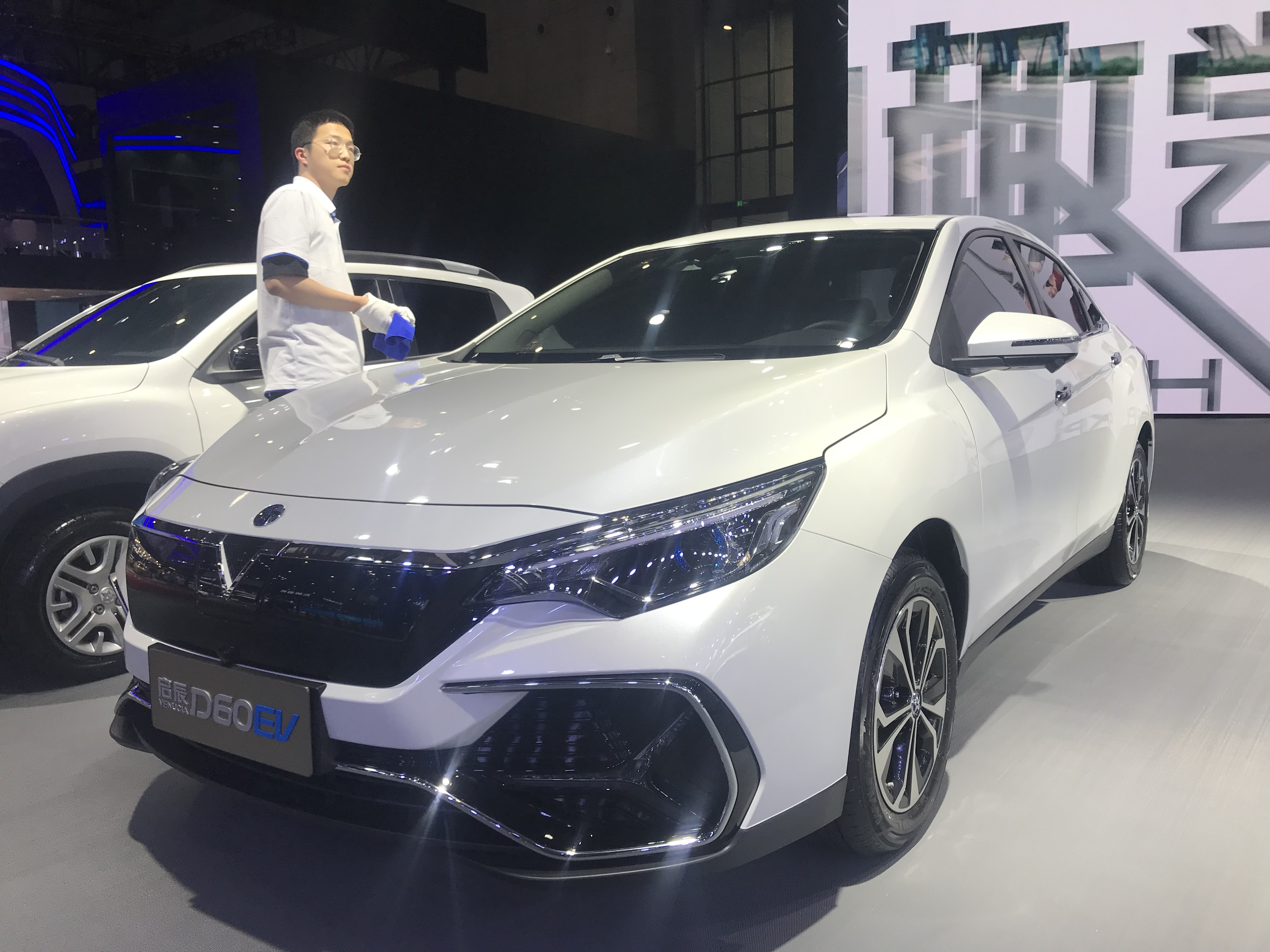
EV（フロント）
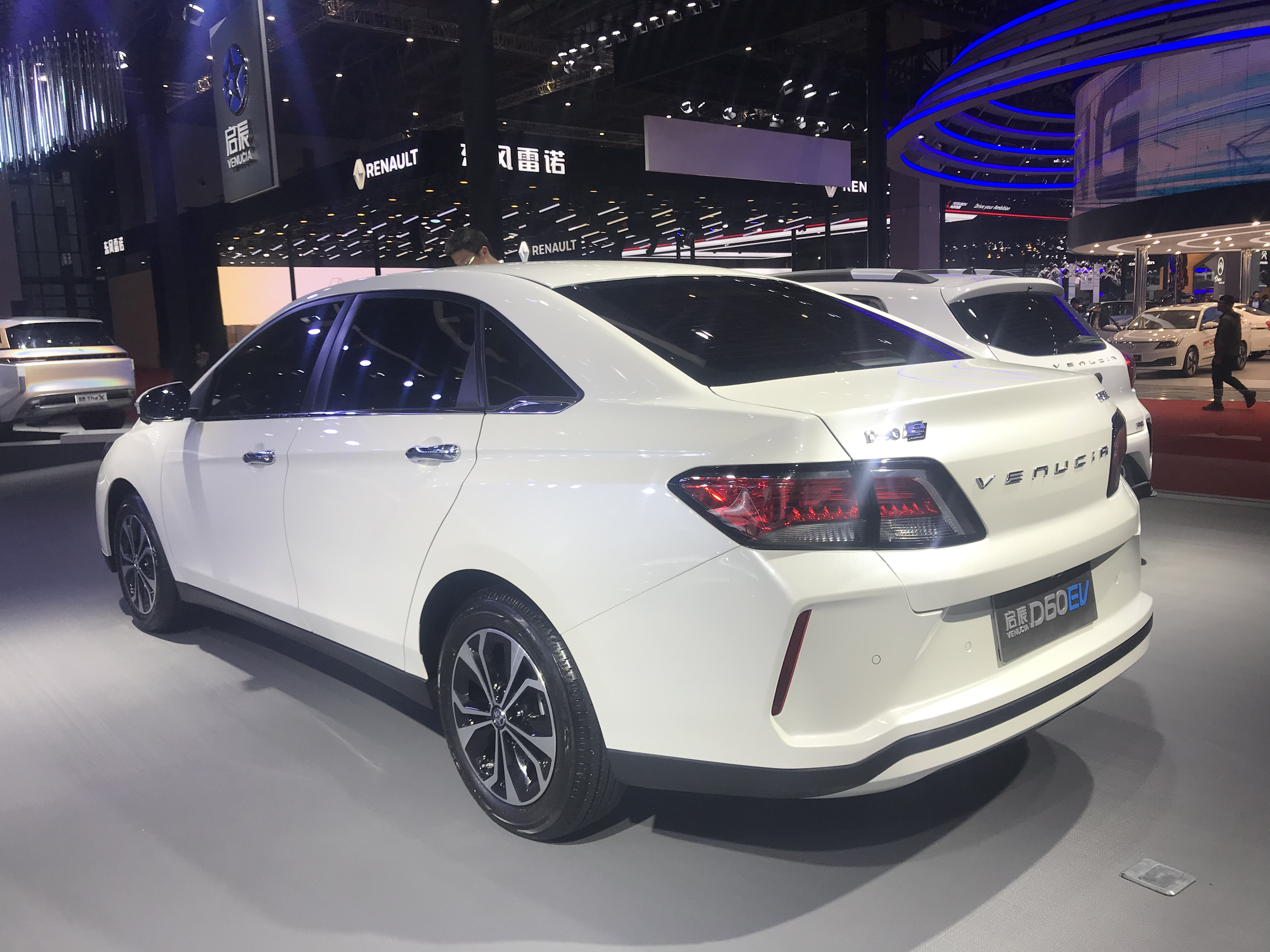
EV（リア）